# ألبرت فيني
ألبرت فيني (بالإنجليزية: Albert Finney)‏ مواليد 9 مايو 1936 في مانشستر الكبرى، لانكشير، إنجلترا، هو ممثل إنجليزي بدأ مسيرته الفنية عام 1958. كما أنه من الفائزين بجائزة بافتا وجائزة إيمي وجائزة غولدن غلوب.

## الأعمال

### أفلام
- توم جونز
- ساحة واشنطن
- إيرين بروكوفيتش
- بيج فيش
- جثة العروس
- سنة جيدة
- إنذار بورن
- وصية بورن
- سكايفول

## روابط خارجية
- ألبرت فيني على موقع IMDb (الإنجليزية)
- ألبرت فيني على موقع الموسوعة البريطانية (الإنجليزية)
- ألبرت فيني على موقع روتن توميتوز (الإنجليزية)
- ألبرت فيني على موقع مونزينجر (الألمانية)
- ألبرت فيني على موقع قاعدة بيانات الأفلام العربية
- ألبرت فيني على موقع ألو سيني (الفرنسية)
- ألبرت فيني على موقع ميوزك برينز (الإنجليزية)
- ألبرت فيني على موقع تيرنر كلاسيك موفيز (الإنجليزية)
- ألبرت فيني على موقع أول موفي (الإنجليزية)
- ألبرت فيني على موقع قاعدة بيانات برودواي على الإنترنت (الإنجليزية)